# Internationales Kolleg für Kulturtechnikforschung und Medienphilosophie
Das Internationale Kolleg für Kulturtechnikforschung und Medienphilosophie (IKKM) ist eine Forschungseinrichtung an der Bauhaus-Universität Weimar, gegründet 2008 von Lorenz Engell und Bernhard Siegert. Das Kolleg ging im Jahr der Geisteswissenschaften als eines der ersten von zehn Käte Hamburger Kollegs aus dem Programm Freiraum für die Geisteswissenschaften hervor. Es wurde im Zeitraum von April 2008 bis März 2020 (zwei Förderphasen à 6 Jahre) vom Bundesministerium für Bildung und Forschung (BMBF) gefördert. Von April 2020 bis März 2022 werden im Rahmen einer Auslauffinanzierung Maßnahmen des Wissenstransfers durchgeführt. Die Direktoren des Kollegs (Lorenz Engell und Bernhard Siegert) gaben bis zum Frühjahr 2020 im Felix Meiner Verlag die Zeitschrift für Medien- und Kulturforschung heraus. Für die Laufzeit der ersten und zweiten Förderphasen befand sich der Sitz des Kollegs im von Henry van de Velde entworfenen Palais Dürckheim in Weimar.

## Forschung
Das Internationale Kolleg für Kulturtechnikforschung und Medienphilosophie (IKKM) funktionierte nach dem Fellow-Prinzip. Mit der Unterstützung eines wissenschaftlichen Beirats wurden renommierte Wissenschaftler aus dem In- und Ausland für ein bis zwei Semester nach Weimar eingeladen, um dort eigene Projekte zu realisieren und untereinander gemeinsame Fragestellungen der Kulturtechnikforschung und Medienphilosophie zu diskutieren. Die erste Förderphase des IKKM war in sechs aufeinander aufbauende Abschnitte gegliedert:
- 2008/09: Hominisierung und Anthropotechniken – Verfertigung der Menschen
- 2009/10: Referenzialisierung und Ontogenese – Verfertigung der Dinge
- 2010/11: Semiose: Verfertigung der Zeichen
- 2011/12: Lokalisierung: Verfertigung der Orte
- 2012/13: Synchronisierung: Verfertigung der Gegenwart
- 2013/14: Memorierung: Verfertigung der Vergangenheit

Mittels dieser Jahresthemen erforschte das Kolleg die Verhältnisse zwischen Menschen und Dingen in der technisierten Medienkultur des 20. und 21. Jahrhunderts. Unter besonderer Berücksichtigung aktueller Theorieansätze der Akteur-Netzwerk-Theorie (ANT) und deren wegweisenden Arbeiten, beispielsweise von Bruno Latour, Michel Callon oder John Law, bestand das Anliegen ein komplexeres Verständnis und Beschreibungsmöglichkeiten für die Vermischung und Vernetzung zwischen Menschen und medialen Apparaturen zu entwickeln, die verteilte Subjekt- und Handlungsfunktionen erfassen können. Neben spezifischen Beobachtungsgegenständen wie dem Film wurden umfassend aktuelle medientechnische Apparaturen als auch die weiter reichenden kulturhistorischen und medienanthropologischen Zusammenhänge freigelegt.
Noch während der ersten sechsjährigen Förderphase wurde das IKKM im Jahr 2013 durch eine internationale Gutachterkommission evaluiert und es erfolgte die Zusage zur Weiterförderung durch das BMBF. Im Mai 2014 begann die zweite Förderphase des IKKM mit dem neuen Forschungsprogramm "Operative Ontologien". Diese zweite Förderphase am IKKM setzte die Arbeit der ersten sechs Jahre konsequent und thematisch zugespitzt fort. Die thematischen Schwerpunkte waren erneut in sechs Abschnitte jährlich wechselnd gegliedert:
I. Öffnen und Schließen
- 2014/15: Rahmen/Nähen
- 2015/16: Erscheinen/Verschwinden

II. Koppeln und Ablösen
- 2016/17: Verdichten/Streuen
- 2017/18: Zeigen/Verursachen

III. Wiederholen und Reflektieren
- 2018/19: Reproduzieren/Vervielfältigen
- 2019/20: Rückwenden/(Selbst-)Reflektieren

## Leitung
Direktoren: Lorenz Engell, Bernhard Siegert
Wissenschaftlicher Beirat: Jacques Aumont (bis März 2017), Raymond Bellour (bis März 2017), Hans Belting (bis 2014), Jimena Canales (bis März 2020),  Francesco Casetti (bis März 2020), Linda Dalrymple Henderson (bis August 2017), John Durham Peters (bis März 2017), Hans Ulrich Gumbrecht (bis März 2019), Eva Geulen (bis März 2020), Gertrud Koch (bis März 2020); Sybille Krämer (bis März 2020), Ethel Matala de Mazza (bis März 2020), Claus Pias (bis März 2020), Antonio Somaini (bis März 2020), Philipp Stoellger (bis März 2020), Sigrid Weigel (bis 2011)